# Laura Breschi
Laura Breschi (Gènova) fou una compositora i pintora italiana.
Se li deuen més de 100 composicions per a cant, piano i violí, que foren interpretades en concerts importants. Moltes d'aquestes romances porten lletra original d'ella mateixa, i mereix citar-se especialment un cicle de música patriòtica que va compondre durant la Primera Guerra Mundial.
Se li deu el primer Inno degli aviatori ("Himne dels aviadors"), i un gran Himne a la Pau. També va compondre les operetes La civeta i Il Principe dell'Isola Azzurra, així mateix va publicar un volum de cançons religioses i patriòtiques adoptades en les escoles del seu país, titulat Cantano i bimbi. Era sòcia de l'Acadèmia d'Arcàdia i ensems que la música cultivà l'art pictòric, havent exposat diverses vegades obres seves a Roma i a la seva vila natal.